# Vanguard: Saga of Heroes
Vanguard: Saga of Heroes ist ein MMORPG, ursprünglich von Sigil Games Online entwickelt, derzeit im Besitz und unter der Pflege von Sony Online Entertainment. Das Spiel wurde am 30. Januar 2007 offiziell veröffentlicht; Vorbesteller konnten es schon seit dem 26. Januar 2007 spielen. Das Spiel wurde im ersten Monat 242.000 Mal verkauft, und es gab ungefähr 130.000 Spieler, die es länger als den einen Monat gespielt haben. Die Server von Vanguard wurden von Sony Online Entertainment am 31. Juli 2014 abgeschaltet.

## Das Spiel
Der Handlungsort ist der Planet Telon, der durch derzeit 3 verschiedene Kontinente, Inseln und Inselgruppen bedeckt ist. Die Bevölkerung teilt sich in zahlreiche Fraktionen.
Pro Account kann man bis zu 12 Charaktere haben.
Eine der Stärken des Spieles liegt in den Bosskämpfen. Diese können mit drei oder, bei den besonders schweren Bossgegnern, sogar vier Spielergruppen durchgeführt werden. Charakteristisch für Vanguard ist hierbei, wie aufgrund der verschiedenen Stärken wirklich jede der 15 Klassen benötigt wird. So besitzen zum Beispiel Nekromaten in Vanguard einen besonders starken Unterstützungzauber, der Panzern viel zusätzliches Leben gibt und deshalb praktisch unverzichtbar ist. Oder: Waldläufer und Mönche können zum Beispiel Bossgegner aus speziellen Kampfhaltungen treten und sind deshalb oft unverzichtbar in Bosskämpfen.
Neben der Abenteurerklasse kann ein Spieler im Spiel selbst auch über Quests eine Handwerkerklasse wählen. Es gibt drei Handwerkerklassen, die sich alle später in zwei Spezialisierungen aufteilen. Die beiden Spezialisierungen einer Klasse teilen sich immer noch eine Teilmenge an Rezepten – so können beispielsweise alle Schmiede Hufeisen herstellen, egal ob sie ein Waffenschmied oder ein Rüstungsschmied sind. Auch das Handwerken ist gut realisiert, Spieler können es völlig unabhängig vom Abenteuern mit Aufträgen von sogenannten Auftragsmeistern steigern, ohne dass sie wie in anderen Spielen ständig dafür Zutaten sammeln müssen, und die Produkte der Handwerker werden auch noch tatsächlich nachgefragt, ohne dass die Belohnungen von Aufgaben der Abenteurer völlig durch Handwerksprodukte entwertet würden. Die Menge an Rezepten für jeden Handwerker ist enorm, viele müssen von den Spielern durch Quests und andere Möglichkeiten erst erworben werden.
So unterstützt Vanguard zum Beispiel Spielerhäuser. Diese sind an fest vorgegebenen Orten in der Spielwelt einrichtbar. Pro Server gibt es ca. 5000 Stellen, an denen man ein Haus bauen kann, und pro Account kann man nur jeweils ein Haus bauen. Häuser müssen im Stil des jeweiligen Kontinents gehalten werden, so dass es für das äußere Aussehen jeweils nur eine kurze Liste möglicher Optionen gibt. Der Innenraum kann aber frei ausgestaltet werden, einschließlich einiger Kisten für zusätzliche Gegenstandsablage.
Es gibt ein Diplomatiesystem, das in Form eines Ingame-Kartenspiels realisiert ist. Bessere Karten sind durch Quests, Gewinn durch gewonnene Spiele, und auch von der Abenteuersphäre als Beute von getöteten Gegner zu erlangen. Durch gewonnene Rededuelle kann man seinen Diplomatierang steigern. Diplomatie ist auch die Hauptquelle, durch die man die Hintergrundgeschichte der Spielwelt erfahren kann.
Außerdem gibt es noch die Möglichkeit, die Fähigkeit zu ernten zu erlernen. Hier gibt es fünf verschiedene Ressourcentypen, von denen man pro Charakter zwei erlernen kann. Bei der Ressource Gestein ist außerdem die hohe Chance vorhanden, zusätzlich Edelsteine zu finden. Die Ressourcetypen spielen für das Crafting eine große Rolle. Die edelsten Gegenstände können nur mit speziellen, recht selten zu findenden Ressourcetypen erstellt werden. Auch normale Ressourcen werden viel benötigt. Gerade große Projekte wie der Haus- und Schiffsbau benötigt eine enorme Menge normaler Ressourcen.
Die Spieler erhalten die Möglichkeit, sich in Gilden zusammenzuschließen. Hier erhalten sie einen sogenannten Gildenchat und können ihre Aktionen mit anderen Spielern besser absprechen. Außerdem besteht die Möglichkeit, ein Gildenhaus zu bauen und damit zum Beispiel auf besonders erweiterte Möglichkeiten der Gegenstandsablage zurückgreifen zu können. Gildenhäuser sind allerdings sehr teuer, nur besonders große Gilden oder Gilden, die regelmäßig die lukrativen Bosskämpfe durchführen, können sie sich leicht leisten.

## Rassen
Der Spieler wählt eine von 19 verschiedenen Rassen (vom Gnom bis zum Halbriesen, vom Menschen bis zum Raki) aus. Diese unterscheiden sich im Aussehen, einer Rassenfähigkeit, verschiedenen Boni auf Skills, einem bevorzugten Ernteskill, dem Startgebiet, und der unterschiedlichen Auswahl bei den Klassen.
Die 19 Rassen sind:
Thestran
- Thestran (Mensch)
- Zwerg
- Halbling
- Hochelf
- Vulmane (Wolfsmensch)
- Varanjar
- Lesser Giant

Kojan
- Kojani (Mensch)
- Waldelf
- Halbelf
- Ork
- Goblin
- Raki (Fuchsmensch)

Qalia
- Qualiathari (Mensch)
- Gnom
- Dunkelelf
- Kurashasa (Katzenmensch)
- Mordebi (dunkelhäutiger Mensch)
- Varanthari

## Klassen
Es gibt 15 Abenteurerklasse, die strikt in Panzer, Heiler und Schadenmacher eingeteilt sind. Konzeptionell soll auch jeder Panzer und jeder Heiler gleich gut seine Hauptaufgabe erfüllen können, was in der Praxis auch erreicht wurde. Damit ist Vanguard von seinem initialen Entwurf her ein striktes Gruppenspiel. Allerdings können manche Nichtheiler auch durchaus ein wenig heilen, und manche Nichttanks sind mit durchaus beachtlicher Verteidigung ausgestattet, sodass Gruppen in leichteren Gegenden womöglich auch ohne Tank oder ohne Heiler zurechtkommen können. Im Solospiel und bei 1 vs 1 PvP unterscheiden sich die Klassen dann sehr stark voneinander. So kann sich etwa bei den Panzern ein einsamer Dread Knight mit seinem Massenlebensentzug sehr gut gegen Gegnerhorden durchsetzen und sich dadurch an Orte begeben, wo andere Spielcharaktere nur mit einer Gruppe überleben können, während ein einzelner Warrior mangels jeder nennenswerten Möglichkeit, sich selbst zu heilen, oft recht früh sein Heil in der Flucht suchen muss.
Jede Klasse verfügt über verschiedene Chain-Skills, also Fertigkeiten, die man im Kampf erst anwenden kann, wenn ein bestimmter Effekt ausgelöst wurde. Zum Beispiel ein kritischer Treffer.
Dann hat man meist sogar eine Auswahl an verschiedenen Chain-Skills und kann diese Situationsbedingt einsetzen.
Außerdem gibt es aneinander "gekettete" Attacken von mehreren Spielern.
Die 16 Abenteuerklassen sind:
Heavy Fighters:
- Warrior
- Paladin
- Dread Knight
- Berserker

Offensive Fighters:
- Ranger
- Rogue
- Monk
- Bard

Healers:
- Cleric
- Disciple
- Shaman
- Blood Mage

Casters:
- Sorcerer
- Druid
- Psionicist
- Necromancer

## Server
Die ursprünglich viel größere Anzahl von Servern wurde auf einen reduziert.
- Telon – US/EU-PvE

## Entwicklung
Bis zum Jahr 2001 waren Brad McQuaid und Jeff Buttler mit der Entwicklung des Onlinespiels EverQuest beschäftigt. Nachdem die Firma Sony Online Entertainment (kurz: SOE) deren Leitung übernommen hatte, verließen die beiden das Projekt und gründeten die Firma Sigil Games. Ab 2002 arbeitete dann ein Team dieser Firma an der Entwicklung von Vanguard, mit der Firma Microsoft als Partner. Im Mai 2006 entschlossen sich die beiden, den Publisher zu wechseln, und Sony Online Entertainment als Partner zu wählen. Am 15. Mai 2007 wurde Sigil Games und alle Rechte an Vanguard an SOE verkauft. Ein großer Teil der alten Belegschaft wurde mit der weiteren Pflege des Spiels beauftragt.
McQuaid und Buttler wollen eigenen Angaben nach ein Spiel unter dem Gesichtspunkt der Herausforderung und Spieltiefe entwickeln, was bewusst nicht dem Konzept des Massenvertriebs (Everquest, WoW) entspricht. Angepeilt war ursprünglich eine Spielerzahl von einer halben Million.
Das Spiel wurde seit 2005 auf verschiedenen Messen vorgestellt. So der E3 2005 und 2006 und der Games Convention in Leipzig 2006.
Am 2. Juli 2005 begann die Beta-Phase 0, gefolgt von der Beta1 ab 14. Oktober und Beta2 ab dem 16. Dezember 2005. Nach der Beta3 fand der Wechsel zu Sony Online Entertainment statt. Ab 12. Dezember 2006 wurde die finale Closed Beta4 durchgeführt. Seit dem 4. Januar 2007 konnten in begrenztem Umfang (25.000 User), interessierte Spieler VSoH kennenlernen. Durch die Aufhebung der NDA wurde über das Spiel ausführlich in der Presse und Internetmedien berichtet. Der Releasetermin wurde auf den 30. Januar 2007 festgesetzt. Der tatsächliche Spielstart der Server fand für Pre-Order-Kunden jedoch bereits am 26. Januar 2007 statt.
Aktuell ist lediglich ein englischer Client verfügbar. Mittlerweile wurden vier größere Updates eingespielt die sowohl Inhalt nachgereicht haben, als auch die Performance verbesserten sowie den Client stabiler machten. Das 4. Update ist Ende Februar 2008 erschienen. Zahlreiche weitere Updates folgten.

## Vertrieb
In Europa übernimmt seit Sommer 2012 das Unternehmen ProSiebenSat.1 Media den Vertrieb.

## Free to Play
Am 14. August 2012 ist das Spiel auf das Free-to-play-Geschäftsmodell umgestiegen. Vanguard: Saga of Heroes ist demnach mit Einschränkungen kostenfrei.